# Radosław Kawęcki

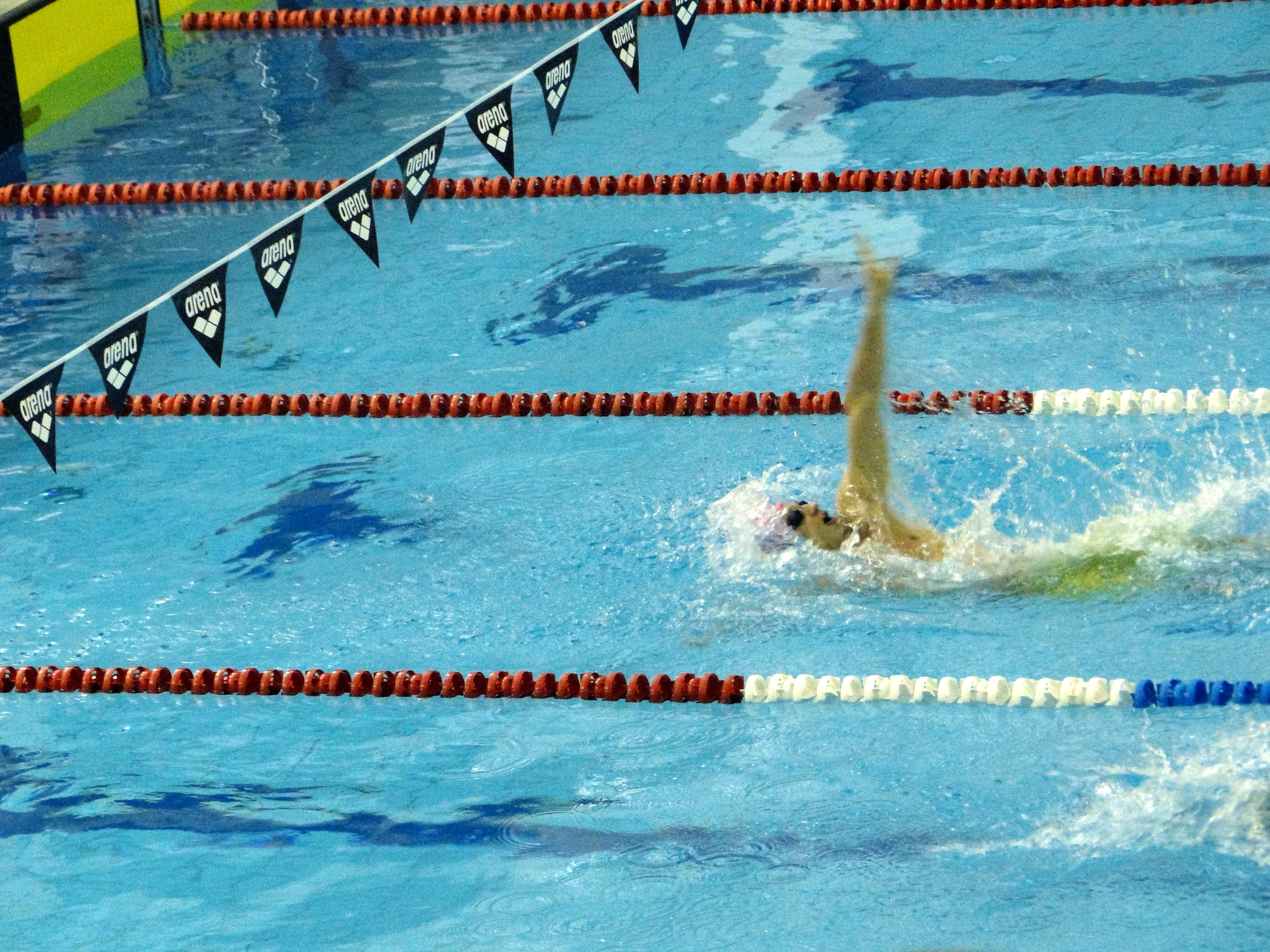
Kawęcki rywalizujący w stylu grzbietowym podczas zawodów w Krakowie, 2012

Radosław Kawęcki (ur. 16 sierpnia 1991 w Głogowie) – polski pływak, specjalizujący się w stylu grzbietowym, czterokrotny mistrz świata na krótkim basenie na dystansie 200 metrów (2012, 2014, 2016, 2021), trzykrotny mistrz Europy (2012, 2014, 2016), dwukrotny wicemistrz świata (2013, 2015), ośmiokrotny mistrz Europy na krótkim basenie na dystansie 100 (2011 i 2015) i 200 (2011, 2012, 2013, 2015, 2019 i 2021) metrów, wicemistrz Europy na krótkim basenie w 2009, mistrz Europy juniorów.

## Życiorys
Rozpoczynał karierę w klubie MKS Piast Głogów. Następnie przez 10 lat trenował pod okiem Jacka Miciula w klubie KS Korner Zielona Góra.
Obecnie reprezentuje klub AZS AWF Warszawa. 30 czerwca 2014 r. obowiązki trenera przejął Paweł Słomiński.

### 2008-2012
Pierwszym większym sukcesem Kawęckiego był brązowy medal mistrzostw świata juniorów w meksykańskim Monterrey w 2008. W finale osiągnął czas 2:00,72.
Jest mistrzem Europy juniorów z Pragi (2009) w wyścigu na 200 m stylem grzbietowym (1:56,65 min).
Finalista mistrzostw świata w Rzymie w 2009 na dystansie 200 m stylem grzbietowym. W półfinale miał szósty czas (1.55,62) i ustanowił nowy rekord Polski. W finale zajął 7. miejsce poprawiając rekord kraju wynikiem 1:55,60.
Srebrny medalista mistrzostw Europy seniorów w 2009 (basen 25 m) ze Stambułu w wyścigu na 200 m stylem grzbietowym (1:49,13 min) i czwarty na 100 m również tym stylem (49,93, a w półfinale rekord Polski – 49,69 s).
Finalista mistrzostw świata w Szanghaju w 2011 na dystansie 200 m stylem grzbietowym. W półfinale miał piąty czas (1:57,15). W finale zajął 5. miejsce z czasem 1:57,33.
Był wielką gwiazdą mistrzostw Europy w Szczecinie. „Kawa” najpierw zdobył złoty medal na dystansie 100m stylem grzbietowym z czasem 50,43, a następnie zmiażdżył rywali na dwukrotnie dłuższym dystansie uzyskując 1:49,15.
W maju 2012 został mistrzem Europy na dystansie 200 m stylem grzbietowym. Polak w finale poprawił własny rekord Polski wynikiem 1:55,28 (poprzedni wynosił 1:55,60 i był uzyskany w stroju poliuretanowym), który jest jednocześnie rekordem mistrzostw Europy. Podczas igrzysk olimpijskich w Londynie zajął czwarte miejsce z czasem 1:55,59. Na mistrzostwach Europy na krótkim basenie w Chartres w 2012 roku obronił złoty medal na dystansie 200 m stylem grzbietowym i ustanowił nowy rekord Polski i mistrzostw Europy z czasem 1:48,51. W grudniu tego samego roku podczas mistrzostw świata na krótkim basenie zdobył złoty medal w konkurencji 200 m stylem grzbietowym, jednocześnie pobił rekord Polski, uzyskując czas 1:48,48. Na dystansie 100 m w tym samym stylu był szósty.

### 2013-2016
Na mistrzostwach świata w Barcelonie w konkurencji 200 m stylem grzbietowym zdobył srebrny medal i pobił rekord Europy uzyskując czas 1:54,24. Podczas tych zawodów startował także na dystansie 100 m stylem grzbietowym, gdzie zajął dziewiąte miejsce i poprawił jednocześnie rekord Polski z czasem 53,82. Kilka miesięcy później, obronił tytuł mistrza Europy na dystansie 200 m stylem grzbietowym na basenie 25-metrowym.
W 2014 roku na mistrzostwach Europy zdobył złoty medal na dystansie 200 m stylem grzbietowym i zajął dziesiąte miejsce na dystansie 100 m w tym samym stylu. Startował także w sztafetach 4 × 100 m stylem dowolnym (4. miejsce)  i 4 × 100 m stylem zmiennym (6. miejsce). Podczas mistrzostw świata na krótkim basenie został mistrzem świata na swoim koronnym dystansie 200 m stylem grzbietowym i zajął drugie miejsce w konkurencji 100 m stylem grzbietowym.
Podczas mistrzostw świata w Kazaniu zdobył srebrny medal na dystansie 200 m stylem grzbietowym, w finale uzyskując czas 1:54,55. W konkurencji 100 m stylem grzbietowym zajął 18. miejsce. Był także zawodnikiem polskiej sztafety 4 × 100 m stylem zmiennym (8. miejsce). Na mistrzostwach Europy na krótkim basenie w izraelskiej Netanji zdobył dwa złote medale w konkurencjach 100 i 200 m stylem grzbietowym.
W maju 2016 roku na mistrzostwach Europy zajął pierwsze miejsce na dystansie 200 m stylem grzbietowym uzyskując czas 1:55,98. 
Trzy miesiące później, podczas igrzysk olimpijskich w Rio de Janeiro na dystansie 200 m stylem grzbietowym z czasem 1:57,61 zajął 17. miejsce (pierwsze niedające awansu do półfinału). Startował również w konkurencji 100 m stylem grzbietowym, w której uplasował się na 23. pozycji (54,39) oraz w sztafecie 4 × 100 m stylem zmiennym. Polacy nie zakwalifikowali się do finału i ostatecznie zajęli 12. miejsce.
Na mistrzostwach świata na krótkim basenie w Windsorze po raz trzeci z rzędu zdobył złoty medal na dystansie 200 m stylem grzbietowym, uzyskując w finale czas 1:47,63. W konkurencji 100 m stylem grzbietowym z czasem 50,22 zajął piąte miejsce.

### 2017-2021
W 2017 roku podczas mistrzostwa świata w Budapeszcie na 100 m stylem grzbietowym uplasował się na 17. pozycji (54,52). Na dystansie dwukrotnie dłuższym z wynikiem 1:58,41 był osiemnasty.
Rok później, na mistrzostwach Europy w Glasgow zdobył srebrny medal w konkurencji 200 m stylem grzbietowym, uzyskawszy czas 1:56,07 min.
W grudniu tego samego roku podczas mistrzostw świata na krótkim basenie na dystansie 200 m stylem grzbietowym z czasem 1:48,25 min zdobył brązowy medal ex aequo z Australijczykiem Mitchem Larkinem.
Na mistrzostwach świata w Gwangju w 2019 roku zajął czwarte miejsce w konkurencji 200 m stylem grzbietowym, uzyskawszy czas 1:56,37. Na dystansie dwukrotnie krótszym uplasował się na 27. pozycji (54,76). 
W grudniu 2019 podczas mistrzostw Europy na krótkim basenie w Glasgow na dystansie 200 m stylem grzbietowym zdobył złoty medal.
Dwa lata później, na igrzyskach olimpijskich w Tokio w konkurencji 200 m stylem grzbietowym zajął szóste miejsce z czasem 1:56,39. 
Na Mistrzostwach Europy w pływaniu, które odbyły się w Kazaniu, 7 listopada 2021 zdobył złoty medal na 200 metrów stylem grzbietowym z czasem 1:48.46.

## Życie prywatne
W listopadzie 2017 roku urodził się syn, Tadeusz.

## Najważniejsze osiągnięcia

### Letnie igrzyska olimpijskie
- Londyn 2012 − 4. miejsce (200 m stylem grzbietowym)

### Mistrzostwa świata
- Rzym 2009 – 7. miejsce (200 m stylem grzbietowym), odpadł w eliminacjach (50 m stylem grzbietowym, 100 m stylem grzbietowym)
- Szanghaj 2011 – 5. miejsce (200 m stylem grzbietowym), odpadł w eliminacjach (100 m stylem grzbietowym)
- Barcelona 2013 – 2. miejsce (200 m stylem grzbietowym), odpadł w półfinale (100 m stylem grzbietowym)
- Kazań 2015 – 2. miejsce (200 m stylem grzbietowym), odpadł w eliminacjach (100 m stylem grzbietowym)
- Gwangju 2019 – 4. miejsce (200 m stylem grzbietowym)

### Mistrzostwa świata (basen 25-metrowy)
- Dubaj 2010 – 6. miejsce (200 m stylem grzbietowym), odpadł w eliminacjach (50 m stylem grzbietowym, 100 m stylem grzbietowym)
- Stambuł 2012 − 1. miejsce (200 m stylem grzbietowym)
- Doha 2014 − 2. miejsce (100 m stylem grzbietowym)
- Doha 2014 – 1. miejsce (200 m stylem grzbietowym)
- Abu Zabi 2021 - 1. miejsce (200 m stylem grzbietowym)

### Mistrzostwa Europy
- Budapeszt 2010 – 4. miejsce (200 m stylem grzbietowym), odpadł w eliminacjach (50 m stylem grzbietowym, 100 m stylem grzbietowym)
- Debreczyn 2012 – 1. miejsce (200 m stylem grzbietowym)
- Berlin 2014 - 1. miejsce (200 m stylem grzbietowym)
- Londyn 2016 - 1. miejsce (200 m stylem grzbietowym)

### Mistrzostwa Europy (basen 25-metrowy)
- Rijeka 2008 – odpadł w eliminacjach (100 m stylem grzbietowym, 200 m stylem grzbietowym)
- Stambuł 2009 – 2. miejsce (200 m stylem grzbietowym), 4. miejsce (100 m stylem grzbietowym), odpadł w półfinale (50 m stylem grzbietowym)
- Szczecin 2011 – 1. miejsce (100 m stylem grzbietowym), 1. miejsce (200 m stylem grzbietowym)
- Chartres 2012 – 1. miejsce (200 m stylem grzbietowym)
- Herning 2013 – 1. miejsce (200 m stylem grzbietowym)
- Netanja 2015 – 1. miejsce (100 m stylem grzbietowym), 1. miejsce (200 m stylem grzbietowym)
- Kopenhaga 2017 – 2. miejsce (200 m stylem grzbietowym)

### Mistrzostwa Europy juniorów
- Praga 2009 – 1. miejsce (200 m stylem grzbietowym)

### Mistrzostwa świata juniorów
- Monterrey 2008 – 3. miejsce (200 m stylem grzbietowym)

## Rekordy życiowe

### Basen 50 m
Stan na 6 listopada 2018
| Konkurencja              | Czas    | Zawody             | Data            | Miejsce                 | Uwagi |
| ------------------------ | ------- | ------------------ | --------------- | ----------------------- | ----- |
| 50 m stylem grzbietowym  | 25,52   | Mistrzostwa Polski | 23 maja 2009    | Ostrowiec Świętokrzyski |       |
| 100 m stylem grzbietowym | 53,82   | Mistrzostwa świata | 29 lipca 2013   | Barcelona               | NR    |
| 200 m stylem grzbietowym | 1:54,24 | Mistrzostwa świata | 2 sierpnia 2013 | Barcelona               | [ a ] |

### Basen 25 m
Stan na 6 listopada 2018
| Konkurencja              | Czas    | Zawody             | Data            | Miejsce | Uwagi |
| ------------------------ | ------- | ------------------ | --------------- | ------- | ----- |
| 50 m stylem grzbietowym  | 23,28   | Mistrzostwa Polski | 18 grudnia 2015 | Lublin  |       |
| 100 m stylem grzbietowym | 49,23   | Mistrzostwa Polski | 20 grudnia 2015 | Lublin  | NR    |
| 200 m stylem grzbietowym | 1:47,38 | Mistrzostwa świata | 7 grudnia 2014  | Doha    | NR    |

## Odznaczenia
- Srebrny Krzyż Zasługi – 2018[32]